# Tobruki repülőtér
A Tobruki repülőtér (arab nyelven: مطار طبرق الدولي) (IATA: TOB, ICAO: HLTQ) Líbia egyik nemzetközi repülőtere, amely Tobruk központjától 27 km-re található. 

## Futópályák
A repülőtér futópályái:
- 02/20

## Forgalom
Az utasforgalom az elmúlt években az alábbi módon változott: